# Gliese 644

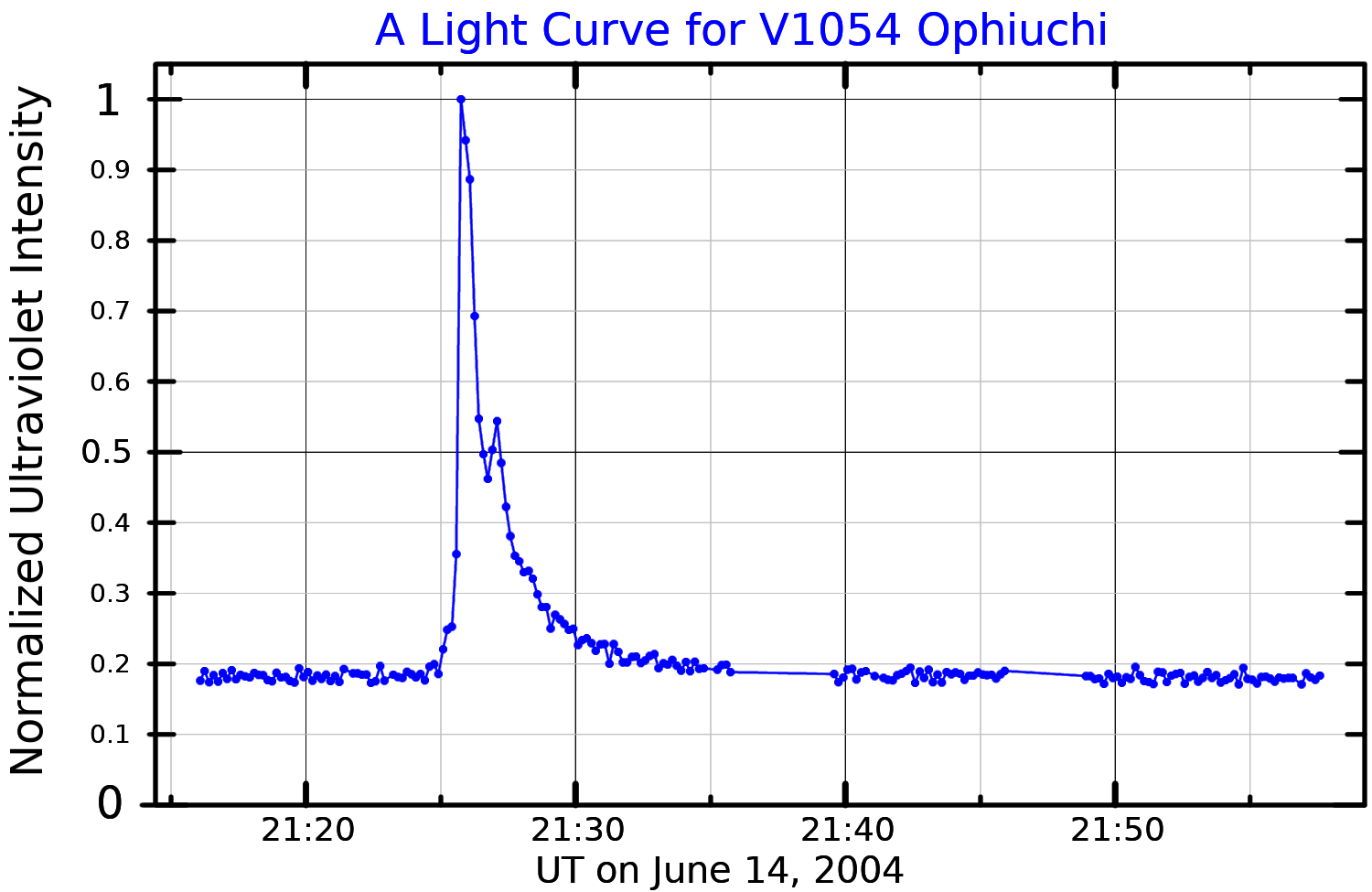
Curva de luz de una llamarada de V1054 Ophiuchi

Gliese 644 (GJ 644 / Wolf 630 / LHS 428) es un sistema estelar distante 18,7 años luz del sistema solar. Situado en la constelación de Ofiuco, tiene magnitud aparente +9,72, por lo que no es visible a simple vista. Actualmente se considera que es un sistema estelar quíntuple, el sistema de estas características más cercano a nosotros, siendo todas sus componentes enanas rojas. Su edad aproximada es de 5000 millones de años.

## Componentes interiores
El estudio de la multiplicidad del sistema comenzó en 1934 al observarse que Gliese 644 era una estrella binaria visual cuyas componentes, Gliese 644 A y B, estaban separadas 0,218 segundos de arco. En 1947, variaciones observadas en las velocidades radiales sugirieron que una de las dos componentes visuales era una binaria espectroscópica. Dado que la estrella más tenue, Gliese 644 B, era más masiva que su compañera, se llegó a la conclusión de que Gliese 644 B era la binaria espectroscópica de corto período.
El período orbital de Gliese 644 A y B es de 627 días, siendo la separación media entre ambas estrellas de aproximadamente 1,25 UA. Las componentes que forman la binaria espectroscópica, Gliese 644 Ba y Gliese 644 Bb, completan una órbita cada 2,965 días.
La inclinación relativa de las dos órbitas es muy pequeña, siendo prácticamente coplanares.
Las masas de las tres estrellas son similares; Gliese 644 A, enana roja de tipo espectral M2.5V, tiene una masa de 0,41 masas solares, siendo las masas respectivas de Gliese 644 Ba y Gliese 644 Bb 0,34 y 0,30 masas solares.
Una o varias de las tres componentes son estrellas fulgurantes, por lo que Gliese 644 recibe la denominación de variable V1054 Ophiuchi.

## Componentes exteriores
Se piensa que otras dos estrellas, mucho más alejadas, están asociadas con el sistema estelar triple Gliese 644. La primera de ellas, Gliese 643 (GJ 643 / Wolf 629 / LHS 427), es una enana roja de tipo M3.5V visualmente a 72 segundos de arco, lo que equivale a una separación real de más de 400 UA. La segunda de ellas, Gliese 644 C o Gliese 644 D (LHS 429 / VB 8), es una estrella muy tenue de tipo M7.0V a 220 segundos de arco de Gliese 644. Esta última está catalogada como una estrella fulgurante.